# Scotty Bowers
George Albert „Scotty“ Bowers (* 1. Juli 1923 in Ottawa, Illinois; † 13. Oktober 2019 in Los Angeles, Kalifornien) war ein US-amerikanischer Kuppler, der zwischen den 1940er- und 1980er-Jahren offenbar viele Hollywood-Stars zu seinen Klienten zählte. Seine 2012 veröffentlichte Autobiografie Full Service brachte ihm internationale Aufmerksamkeit ein.

## Leben
Scotty Bowers diente im Zweiten Weltkrieg im United States Marine Corps und nahm unter anderem an der Schlacht um Iwojima teil, in der sein Bruder und sein bester Freund starben. Nach Bowers’ Darstellung wurde er nach Kriegsende Tankwart am Hollywood Boulevard, wo ihm erstmals 1946 der Schauspieler Walter Pidgeon 20 US-Dollar für Sex bezahlt haben soll. Anschließend verbreitete sich sein Ruf in Hollywood und Bowers begann, junge Männer und Frauen aus seinem Bekanntenkreis für hetero-, bi- und homosexuelle Kunden zu rekrutieren. Offiziell habe er als Barkeeper und persönlicher Assistent, etwa für den Regisseur George Cukor, gearbeitet.
Bowers sah sich nicht als Kuppler im eigentlichen Sinne, da er kein Geld  genommen habe für die Vermittlung anderer Personen, sondern nur, wenn er selbst direkt am Sex beteiligt gewesen sei. Da viele seiner Aktivitäten illegal gewesen seien, habe er die Adressen seiner Kunden stets im Kopf behalten. Bowers behauptete auch, er habe dem Sexwissenschaftler Alfred Kinsey bei dessen Recherchen zum Sexualverhalten geholfen, indem er ihm vom Verhalten seiner Kunden berichtete.
Mit der Ausbreitung des HI-Virus in den 1980er-Jahren habe er sich von der Sexvermittlung zurückgezogen. Noch mit über 80 Jahren betätigte sich Bowers als Barkeeper auf Hollywood-Partys.
Bowers starb im Oktober 2019 im Alter von 96 Jahren in seinem Haus am Laurel Canyon. Die Ehefrau von Bowers, der sich selbst als bisexuell bezeichnete, war bereits 2018 gestorben.

## Full Serviceund DokumentarfilmScotty and the Secret History of Hollywood
Seine 2012 veröffentlichte Autobiografie Full Service: My Adventures in Hollywood and the Secret Sex Lives of the Stars, die in Zusammenarbeit mit dem Autor Lionel Friedberg geschrieben wurde, brachte Bowers erstmals breite öffentliche Aufmerksamkeit ein. Bekannte internationale Zeitungen rezensierten sie und er gab mehrere Interviews für das US-Fernsehen. Johanna Adorján schrieb in ihrer Rezension für die FAS: „Mehrere große Verlage wollten das Buch nicht drucken, weil es so unverblümt Klatsch ist, nicht gut geschrieben, eher hastig draufloserzählt, kein tieferer Sinn, keine zweite Ebene – einfach Bahnhofsklo-Tratsch über berühmte Menschen, die heute tot sind und sich nicht wehren können. Leider ist einiges davon ganz interessant.“
Bowers behauptete unter anderem, dass die Beziehungen von König Edward VIII. und Wallis Simpson sowie Katharine Hepburn und Spencer Tracy öffentlich inszeniert gewesen seien, da beide Paare vorwiegend homosexuell gewesen seien. Neben weniger bekannten Kunden habe er für berühmte Personen wie Cole Porter, Laurence Olivier, Tyrone Power, Tennessee Williams, Howard Hughes, Charles Laughton, Montgomery Clift, Anthony Perkins, Malcolm Forbes, Harold Lloyd, Tony Richardson, Bette Davis, Gloria Swanson, Rita Hayworth, Errol Flynn (der laut Bowers eine Vorliebe für minderjährige Mädchen gehabt haben soll), Bob Hope, W. Somerset Maugham, Vincent Price, J. Edgar Hoover – nach seiner Behauptung ein Transvestit – und Brian Epstein als Kuppler gearbeitet. Er persönlich habe unter anderem mit Cary Grant und dessen angeblichem Lebensgefährten Randolph Scott, Édith Piaf, Lana Turner und Vivien Leigh Sex gehabt.
Viele seiner prominenten Kunden hätten damals gesellschaftlich inakzeptable, teilweise strafbare Vorlieben gehabt; deren Bekanntwerden hätte durch die Moralklauseln der Hollywood-Filmstudios zum Ende ihrer Karrieren führen können. Bowers sei daher für seine Diskretion geschätzt worden. Der bei der Buchveröffentlichung 88-jährige Bowers gab an, dass er lange geschwiegen habe, da er keine seiner Kunden verletzen wolle.
2017 veröffentlichte der Regisseur Matt Tyrnauer den Dokumentarfilm Scotty and the Secret History of Hollywood, in der Bowers und weitere Zeitzeugen zu Wort kamen.

### Glaubwürdigkeit der Aussagen
Scotty Bowers’ Behauptungen wurden unter Historikern und Journalisten, die sich mit dem klassischen Hollywood beschäftigten, breit diskutiert. Der Daily Telegraph schrieb kritisch und fand viele Behauptungen bizarr, die New York Times und der Guardian behandelten seine Aussagen dagegen als glaubwürdig. So schrieb die New York Times, dass die Existenz von Bowers und seinen Tätigkeiten bereits vor der Veröffentlichung seines Buches von vielen älteren Hollywood-Persönlichkeiten hinter vorgehaltener Hand erwähnt wurde.
Der Autor Gore Vidal unterstützte die Behauptungen und erwähnte Bowers in seiner Autobiografie. In den Tagebüchern von Cecil Beaton findet er ebenfalls Erwähnung. Robert Benevides, der langjährige Lebensgefährte von Bowers’ Kunden Raymond Burr, bekräftigte 2016 die Behauptungen von Bowers im Interview. Als Beweis für seine Tätigkeiten führte Bowers auch Geschenke seiner Klienten an; so vermachte ihm der Schauspieler Beach Dickerson drei Häuser und der Kameramann Néstor Almendros schenkte ihm seinen Oscar. Der Regisseur Matt Tyrnauer, der den Dokumentarfilm über Bowers drehte, fand weitere Hinweise für die Wahrheit seiner Behauptungen und interviewte Personen, die über Bowers an Hollywood-Persönlichkeiten zur Prostitution vermittelt wurden.

## Mediale Rezeption
Die Figur des Tankwarts Ernie West in der Netflix-Serie Hollywood (2020) basiert auf Bowers und seinen Erlebnissen. Matt Tyrnauer, der Regisseur der Filmbiografie über Bowers, merkte allerdings an, dass die Figur des Ernie deutlich aggressiver und ausbeuterischer gezeichnet werde, als es der reale Bowers im Umgang mit den Prostituierten und Klienten gewesen sei.
Laut Medienberichten von 2020 soll ein Spielfilm über das Leben von Bowers gedreht werden. Seth Rogen und Evan Goldberg arbeiten an einem Drehbuch, Luca Guadagnino soll demnach die Regie führen.